# ドミニカ国際連合事務総長代表使節団
ドミニカ国際連合事務総長代表使節団（ドミニカこくさいれんごうじむそうちょうだいひょうだん Mission of the Representative of the Secretary-General in the Dominican Republic,DOMREP)は、1965年から1966年にかけてドミニカ共和国で活動した国際連合平和維持活動。

## 概要
1961年に独裁者的な大統領のラファエル・トルヒーヨが暗殺されて以降、ドミニカ共和国は政情不安定な状態が続いていた。1962年にフアン・ボッシュ・ガビノが大統領となるが、その急進的な社会制度改革には反発もあり、クーデターやカウンタークーデターが繰り返された。軍部も分裂し、内戦状態に至った。そのため、1965年4月26日にアメリカ合衆国が直接介入し、アメリカ海兵隊などが投入され、同所を平定するに至った。5月23日には米州機構各国軍で編成された平和維持軍(Inter-American Peace Force in the Dominican Republic,IAPF)が派遣されている。ドミニカ共和国の政権として、4月30日に保守派の流れを組むガルシア・ゴドイ統一暫定政権が樹立されている。
1965年5月14日に国際連合安全保障理事会決議203が出され、それに基づきドミニカ国際連合事務総長代表使節団(DOMREP)が派遣されることとなった。DOMREPは軍事要員2名からなり停戦状況の監視を任務としていた。
1966年6月1日に行なわれた選挙でホアキン・バラゲールが大統領に就任し、9月にIAPFが撤退すると、DOMREPも1966年10月22日をもって終了となった。DOMREPの報告では、アメリカ合衆国および米州機構の介入によって、一方の勢力に対する通常でない複雑な影響がもたらされたとしている。